# Grisbì
Grisbì (Touchez pas au grisbi) è un film del 1954 diretto da Jacques Becker, basato su un romanzo di Albert Simonin. Fu proiettato alla 15ª Mostra internazionale d'arte cinematografica di Venezia nel 1954.

## Trama
Max, ormai stanco e avanti negli anni, conta di ritirarsi e trascorrere in tranquillità il resto della vita, grazie ai frutti di una cospicua rapina in lingotti d'oro compiuta all'aeroporto di Orly. Ma i suoi progetti devono fare i conti con la passione di Henri "Riton", il suo socio, per le giovani ballerine. Una di queste, Josy, rivela il segreto dei due ad Angelo, esponente di una nuova e più spregiudicata "mala", aliena dai codici di onore e lealtà della generazione pre-bellica.
Per entrare in possesso del bottino, il grisbì, Angelo sequestra Henri. Tra la vita del maldestro amico e il denaro, Max non ha dubbi e sceglie l'amico. Ma la gang di Angelo, in occasione dello scambio, ha progettato anche di disfarsi della concorrenza. Nella feroce e rabbiosa resa dei conti finale nessuno, neppure Angelo, scamperà alla furia dei mitra di Max, Pierrot e Riton, soccombendo in un massacro senza superstiti tra i suoi compari. La gang di Max, inevitabilmente, non resterà indenne: pagheranno con la vita il giovane Marco, centrato da una bomba a mano, e Henri "Riton", colpito da un proiettile al petto, che sopravviverà per poche ore.

## Commento
Secondo François Truffaut, "il vero soggetto di Grisbì è l'invecchiare e l'amicizia... è un film sulla cinquantina".
Il film segna l'esordio cinematografico di Lino Ventura nei panni del feroce gangster Angelo; un ideale passaggio di testimone da Jean Gabin, che per la sua interpretazione in questo film ottenne la Coppa Volpi, a un attore che, soprattutto a partire dagli anni sessanta, dovette buona parte della sua notorietà ai ruoli di fuorilegge.

## Riconoscimenti
- 16ª Mostra internazionale d'arte cinematografica di Venezia
  - Coppa Volpi a Jean Gabin

## Curiosità
In Italia è uscito con alcune scene tagliate, visibili sulla copia francese del film, che sono:
- Jeanne Moreau che sniffa cocaina in auto e il suo uomo che la sgrida.
- Gabin segue la donna del padrone del night-club, Marinette, e le tocca il seno da dietro, dicendo una battuta allusiva.
- Gabin e quelli della sua banda legano la giovane spia con le braccia sopra la testa.
- Sopra il letto di morte di Riton si intravede il ritratto di una donna nuda.